# Peperomia megalepis
Peperomia megalepis är en pepparväxtart som beskrevs av William Trelease. Peperomia megalepis ingår i släktet peperomior, och familjen pepparväxter. Inga underarter finns listade i Catalogue of Life.